# Коста, Акилле
Аки́лле Ко́ста (итал. Achille Costa; 10 августа 1823, Лечче — 17 ноября 1898, Рим) — итальянский энтомолог. Был одним из первых натуралистов, исследовавших насекомых Южной Италии, Сицилии и Сардинии.

## Биография
Родился 10 августа 1823 года в Лечче. Сын итальянского энтомолога Оронцо Габриеле Коста. Свою первую работу написал в 1838 году, в возрасте 15 лет.
В 1844 году был назначен секретарём секции зоологии, анатомии и физиологии на 6-м Конгрессе итальянских учёных в Милане. Вскоре после этого стал помощником профессора зоологии, своего отца, в Неаполитанском университете. Однако в 1849 году его отец и он были отставлены из-за своих либеральных политических взглядов.
В 1852 году окончил Неаполитанский университет по специальности медицина. В 1860 году занял позицию профессора зоологии в Неаполитанском университете, которую ранее занимал его отец, поскольку тот постарел.
В 1879—1898 годах являлся вице-председателем Итальянского энтомологического общества.
Также являлся членом Королевского общества продвижения естественных наук Неаполя и Неаполитанского королевского общества, в 1880 и 1890 годах являлся президентом последнего.
Накопил большую коллекцию, составлявшую примерно 20 тысяч экземпляров, которая сейчас хранится в Зоологическом музее Неаполитанского университета. Из-за того, что у Акилле Коста не было учеников, после его ухода от дел за его коллекцией не следили, и только отец Лонхинас Навас в 1910 году заинтересовался его коллекцией.